# Pyxicephalus
Genre
Synonymes
- Maltzania Boettger, 1881
- Phrynopsis Pfeffer, 1893

Pyxicephalus est un genre d'amphibiens de la famille des Pyxicephalidae.

## Répartition
Les quatre espèces de ce genre se rencontrent dans les régions non-forestières de l'Afrique subsaharienne.

## Liste d'espèces
Selon Amphibian Species of the World (24 juillet 2013) :
- Pyxicephalus angusticeps Parry, 1982
- Pyxicephalus adspersus Tschudi, 1838
- Pyxicephalus edulis Peters, 1854
- Pyxicephalus obbianus Calabresi, 1927

## Publication originale
- Tschudi, 1838 : Classification der Batrachier, mit Berucksichtigung der fossilen Thiere dieser Abtheilung der Reptilien, p. 1-99 (texte intégral).